# مسجد النوير بكوجان
مسجد النوير بكوجان (بالأوزبكية: An-Navier masjidi، بالإنجليزية: An-Nawier Mosque، بالإندونيسية: Masjid An-Nawier): هو واحد من أقدم المساجد في جاكرتا، إندونيسيا. يقع المسجد في قرية بكوجان، تامبورا (جاكرتا). يعد المسجد رمزاً للحضارة العربية في جاكرتا. يقف المسجد ذو الهندسة المعمارية القديمة والكبيرة بشكل مهيب في مستوطنة مكتظة بالسكان في غرب جاكرتا. كانت المستوطنة في السابق منطقة ينحدر أغلب سكانها من العرب واليمن والهند. رغم أن عدد العرب لم يعد بارزاً الآن، إلا أنه لا يزال من الممكن العثور على آثار لهم حتى الآن في بكوجان.

## التاريخ
تم بناء هذا المسجد في السابق من قبل السيد عبد الله بن حسين العيدروس (بالإندونيسية: Sayid Abdullah bin Husein Alaydrus) الذي جاء أيضًا من حضرموت (اليمن) في 1760. يقال أن باني المسجد من نسل نبي الإسلام محمد «صلى الله عليه وسلم». خضع المسجد للعديد من أعمال التجديد والترميم. تم توسيع المسجد في 1850 من قبل القائد دحلان من بانتن. في 1897 تم التبرع بقطعة أرض لتوسيع المسجد.